# Alexander Archer
Alexander Albert „Sandy“ Archer (* 1. Mai 1908 in West Ham, London; † 16. Juni 1979 in Exeter) war ein britischer Eishockeyspieler und -trainer. Mit der britischen Nationalmannschaft gewann er bei den Olympischen Winterspielen 1936 die Goldmedaille. Aufgrund seiner Verdienste um das britische Eishockey wurde er in die British Ice Hockey Hall of Fame aufgenommen.

## Karriere
Sandy Archer wanderte im Alter von drei Jahren mit seinen aus Schottland stammenden Eltern nach Kanada aus. An seinem neuen Wohnort Winnipeg wurde er zweimal in All-Star-Auswahl der Provinz Manitoba berufen. Er spielte im Nachwuchs für die Elmwood Maple Leafs, im Seniorenbereich dann für die Winnipeg Native Sons, die Tacoma Tigers und die Selkirk Fishermen. Letzte Station in Kanada waren die Saint John Beavers, für die er in einer Playoff-Runde 22 Scorerpunkte erzielte.
Im Jahr 1935 kehrte er nach Großbritannien zurück und erhielt einen Vertrag bei den Wembley Lions in der neugegründeten English National League (ENHL). Mit dem Team gewann er in den Jahren 1936 und 1937 die Meisterschaft. Persönlich wurde er im Zeitraum von 1938 bis 1940 dreimal in das All-Star-Team der ENHL gewählt. In fünf Spielzeiten erzielte er 82 Tore und 159 Scorerpunkte für die Lions. Nach einem vierjährigen Einsatz im Zweiten Weltkrieg nahm Archer seine Eishockeykarriere wieder auf. In einem Spiel gegen Hammarby Hockey zog er sich im März 1946 einen Schädelbruch zu. Daraufhin musste er seine Spielerkarriere beenden.

### International
Dass Archer schon ein Jahr nach seiner Rückkehr nach England bei den Olympischen Winterspielen 1936 für die britische Nationalmannschaft an den Start gehen sollte, rief energischen Protest aus Kanada hervor. Denn die Canadian Amateur Hockey Association hatte keine Freigabe erteilt. Letztlich wurde der Einspruch gegen seine Spielberechtigung aber abgewiesen. Der Flügelstürmer steuerte während des Turniers zwei Treffer bei und konnte am Ende über die Goldmedaille jubeln, die zugleich den Gewinn der Welt- und Europameisterschaft bedeutete.
Mit Großbritannien gewann er in den Jahren 1937 und 1938 noch jeweils die Silbermedaille bei den Welt- und die Goldmedaille bei den Europameisterschaften. Insgesamt bestritt er in großen Turnieren 24 Länderspiele für sein Land, in denen er 24 Scorerpunkte, darunter 14 Tore, erzielte.

### Trainerlaufbahn
Nach seinem plötzlichen Karriereende wurde Archer Trainer. Er wurde im Jahr 1946 zunächst der erste Trainer der neugegründeten Nottingham Panthers und übernahm ein Jahr später die Wembley Monarchs. In beiden Spielzeiten wurde er als Trainer jeweils in das zweite All-Star-Team der ENHL gewählt. Mit den Monarchs gewann er im Jahr 1948 zudem den Autumn Cup. Von 1952 bis 1954 war er Trainer der Edinburgh Royals, bevor er die Leitung des Murrayfield Ice Rink übernahm.
Ende der 1950er Jahre kehrte Archer als Coach in der Schweiz zurück ins Rampenlicht. Er trainierte ab 1959 den EHC Basel, mit dem er in der Saison 1962/63 punktlos blieb und in die Nationalliga B abstieg. Von 1966 bis 1969 war er Cheftrainer bei Rot-Weiss Winterthur, den er aus der Drittklassigkeit in die Nationalliga B führte. Weniger Erfolg hatte Archer dann in der Saison 1974/75 beim deutschen Zweitligisten EC Deilinghofen, bei dem er schon nach wenigen Spielen im Oktober 1974 wieder entlassen wurde. Daraufhin beendete er die Spielzeit beim HC Bozen.

## Erfolge und Auszeichnungen
| - 1936 Meister der English National League mit den Wembley Lions - 1937 Meister der English National League mit den Wembley Lions - 1938 English National League All-Star-Team A | - 1939 English National League All-Star-Team A - 1940 English National League All-Star-Team A - 1993 Aufnahme in die British Ice Hockey Hall of Fame |

### International
| - 1936 Goldmedaille bei den Olympischen Winterspielen - 1936 Goldmedaille bei der Weltmeisterschaft - 1936 Goldmedaille bei der Europameisterschaft - 1937 Silbermedaille bei der Weltmeisterschaft | - 1937 Goldmedaille bei der Europameisterschaft - 1938 Silbermedaille bei der Weltmeisterschaft - 1938 Goldmedaille bei der Europameisterschaft |

### Als Trainer
- 1947 English National League All-Star-Team B
- 1948 English National League All-Star-Team B
- 1948 Gewinn des Autumn Cup mit den Wembley Monarchs
- 1969 Aufstieg in die Nationalliga B mit Rot-Weiss Winterthur

## Karrierestatistik

### International
Vertrat Großbritannien bei:
- Olympische Winterspiele 1936
- Weltmeisterschaft 1937
- Weltmeisterschaft 1938

(Legende zur Spielerstatistik: Sp oder GP = absolvierte Spiele; T oder G = erzielte Tore; V oder A = erzielte Assists; Pkt oder Pts = erzielte Scorerpunkte; SM oder PIM = erhaltene Strafminuten; +/− = Plus/Minus-Bilanz; PP = erzielte Überzahltore; SH = erzielte Unterzahltore; GW = erzielte Siegtore; 1 Play-downs/Relegation; Kursiv: Statistik nicht vollständig)